# MD Explorer
MD Explorer — семейство многоцелевых вертолётов, разработанное фирмой McDonnell Douglas Helicopters Inc. и использующее запатентованную систему NOTAR. 18 декабря 1992 года был совершён первый полёт вертолёта этого семейства.
Вертолёт модификации MD 902 был представлен в 1996 году. Первый полёт состоялся 5 сентября 1997 года. Сертификация по программам FAA и JAA была закончена в 1998 году. Во втором квартале 1998 года был поставлен первый вертолёт.

## Модификации
- MD 900 Explorer

Начальная модель, приводимая в действие двумя двигателями Pratt & Whitney Canada PW206A (или PW206E или PW207E)
- MD 901 Explorer

Гражданская модель вертолёта, с двумя двигателями Turbomeca Arrius turboshaft. Ни одного заказа не произведено.
- MD 902 Explorer

Маркетинговое название расширенной версии MD 900 с двумя двигателями Pratt & Whitney Canada PW206E или PW207E. У расширенной версии есть дополнительная изоляция и улучшенная авионика.  Более старые вертолёты (за исключением первых семи построенных) могут быть модифицированы к расширенной версии. 
- MH 90 Enforcer

Вооружённая версия для Береговой охраны США.
- Combat Explorer

Вооружённая версия вертолёта. В 1995 показан один вертолёт демонстратор.

## Лётно-технические характеристики
Модификация	  MD 902
- Диаметр главного винта, м	  10.31
- Длина фюзеляжа, м	  9.85
- Общая длина, м	  11.84
- Высота ,м	  3.66
- Ширина, м	  2.23
- Масса, кг
- - пустого	  1543
- - максимальная взлётная	  3130
- Тип двигателя	  2 ГТД Pratt Whitney Canada PW206E
- Мощность, кВт
- - при взлёте	  2 х 477
- - максимально возможная	  2 х 545
- - в полёте	  2 х 485
- Скороподъёмность : 1000 футов / мин (5.1 м / с)
- Максимальная скорость, км/ч	  259
- Крейсерская скорость, км/ч	  252
- Дальность действия, км	  546
- Продолжительность полёта, ч	  3.4
- Практический потолок, м	  5944
- Статический потолок, м	  3353
- Экипаж, 	  1 – 2 чел.
- Полезная нагрузка:	  7 пассажиров или 726 кг груза в кабине или 1500 кг груза на внешней подвеске